# Today
Today (Dnes) je skladba německé hudební skupiny Scooter. Jako singl vyšla 26. září 2014 (53. singl kapely). Je druhým singlem z alba The Fifth Chapter. Singl vznikl ve spolupráci s australskou zpěvačkou Vassy. Rádiová verze skladby byla zveřejněna už 5. září 2014, celý singl vyšel o tři týdny později.
Na přední obálce singlu se nachází stejná fotka jako na obálce studiového alba The Fifth Chapter. Je taktéž černobílá, jen pozadí je tyrkysové.
Ve videoklipu vidíme kromě kapely i zpěvačku Vassy. Je v něm vylíčen neobvyklý příběh narážející na ženskou emancipaci.

## Seznam skladeb

### CD singl
1. Today (Radio Mix) - (3:27)
2. Today (Extended Mix) - (4:14)

### Digitální download
1. Today (Radio Edit) - (3:27)
2. Today (Extended Mix) - (4:14)
3. Today (Scooter Remix) - (3:52)
4. Today (Crew Cardinal Remix) - (5:15)